# Никополе (Галац)
Никополе (рум. Nicopole) насеље је у Румунији у округу Галац у општини Драгушени. Oпштина се налази на надморској висини од 197 m.

## Становништво
Према подацима из 2002. године у насељу је живело 509 становника, од којих су сви румунске националности.